# Вороновиця (село)
Вороно́виця — село в Україні, у Кельменецькій селищній громаді Дністровського району Чернівецької області.

## Географія
Наддністрянське село Вороновиця розкинулося на правому березі Дністра.

### Клімат
Вороновиця знаходяться в межах вологого континентального клімату із теплим літом у особливому мікрокліматі, тут весна настає на 2 тижні раніше. Але діяльність людини призводить до поганих змін та глобального потепління.

## Історія
На території села 6 жовтня 1694 року відбулася Битва під Устям між військами Речі Посполитої та Кримсько-татарсько-турецьким військом, які йшли розблокувати Кам'янець-Подільський з польської облоги.
Після завершення Другої світової війни у 1946—1947 роках жителі села пережили голод, селяни зазнали репресій та колективізації.
В 1981 році почалось заповнення басейну Дністра водою, яке тривало шість років, внаслідок цього частина села Вороновиця затоплено в долині річки Дністер.
З 1991 року в складі незалежної України.
В 2005 році в село проведено газ.
В 2021 році шляхом об'єднання сільських рад, село увійшло до складу Кельменецької селищної громади.

## Населення
Згідно з переписом УРСР 1989 року чисельність наявного населення села становила 717 осіб, з яких 325 чоловіків та 392 жінки.
За переписом населення України 2001 року в селі мешкало 649 осіб.

### Мова
Розподіл населення за рідною мовою за даними перепису 2001 року:
| Мова       | Відсоток |
| ---------- | -------- |
| українська | 99,39 %  |
| молдовська | 0,31 %   |
| російська  | 0,31 %   |

## Охорона природи
Село межує з національним природним парком «Подільські Товтри».

## Туризм
Село є популярним місцем для відпочинку серед місцевого населення. За рахунок пологого берегу та теплого клімату тут знаходиться декілька пляжів для відпочинку як: платних, приватних зі благо-устроєм, так і диких. Діють бази відпочинку, садиби, які надають широкий спектр послуг за кошти для відпочиваючих.

## Світлини

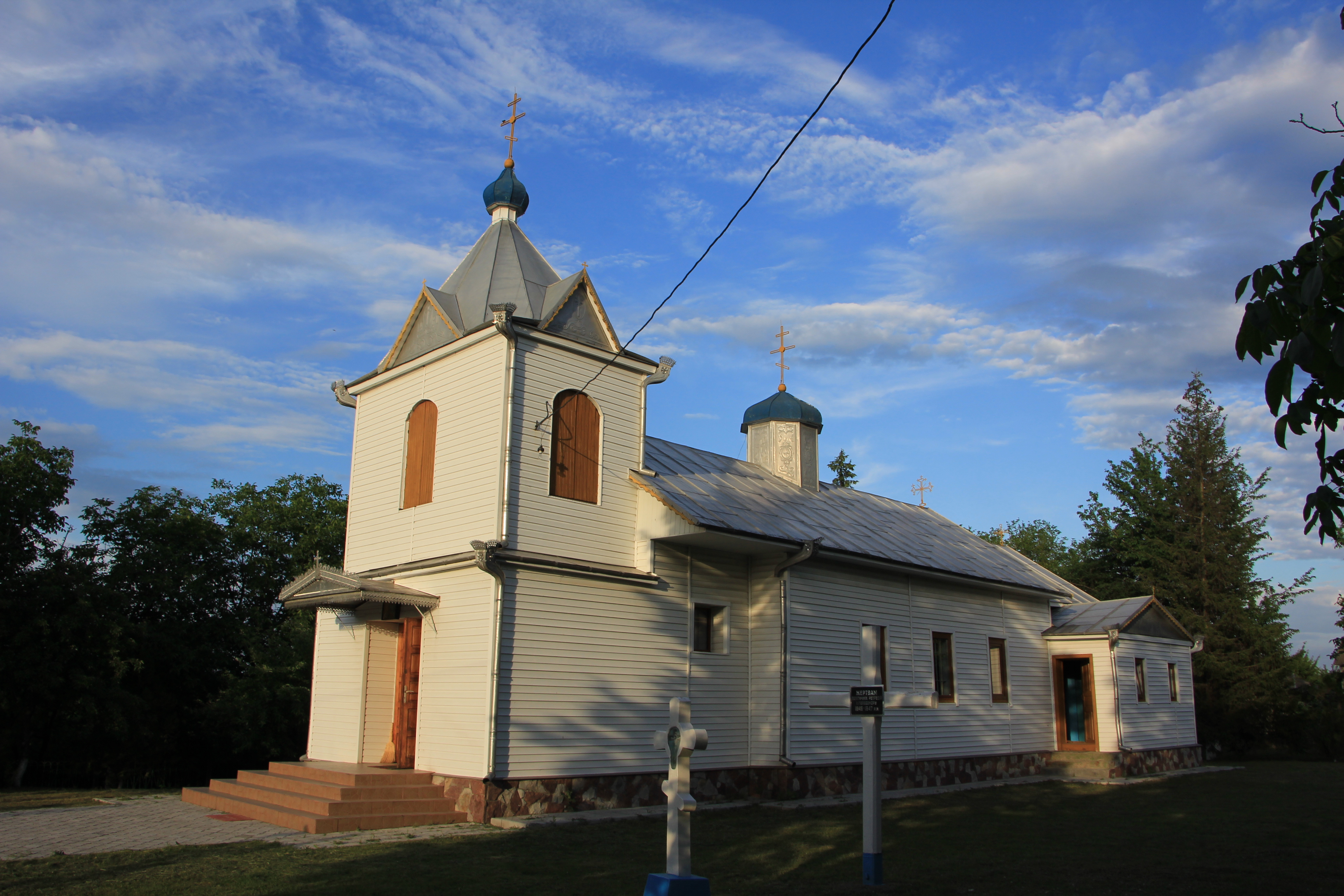
Церква Різдва Пр. Богородиці с. Вороновиця
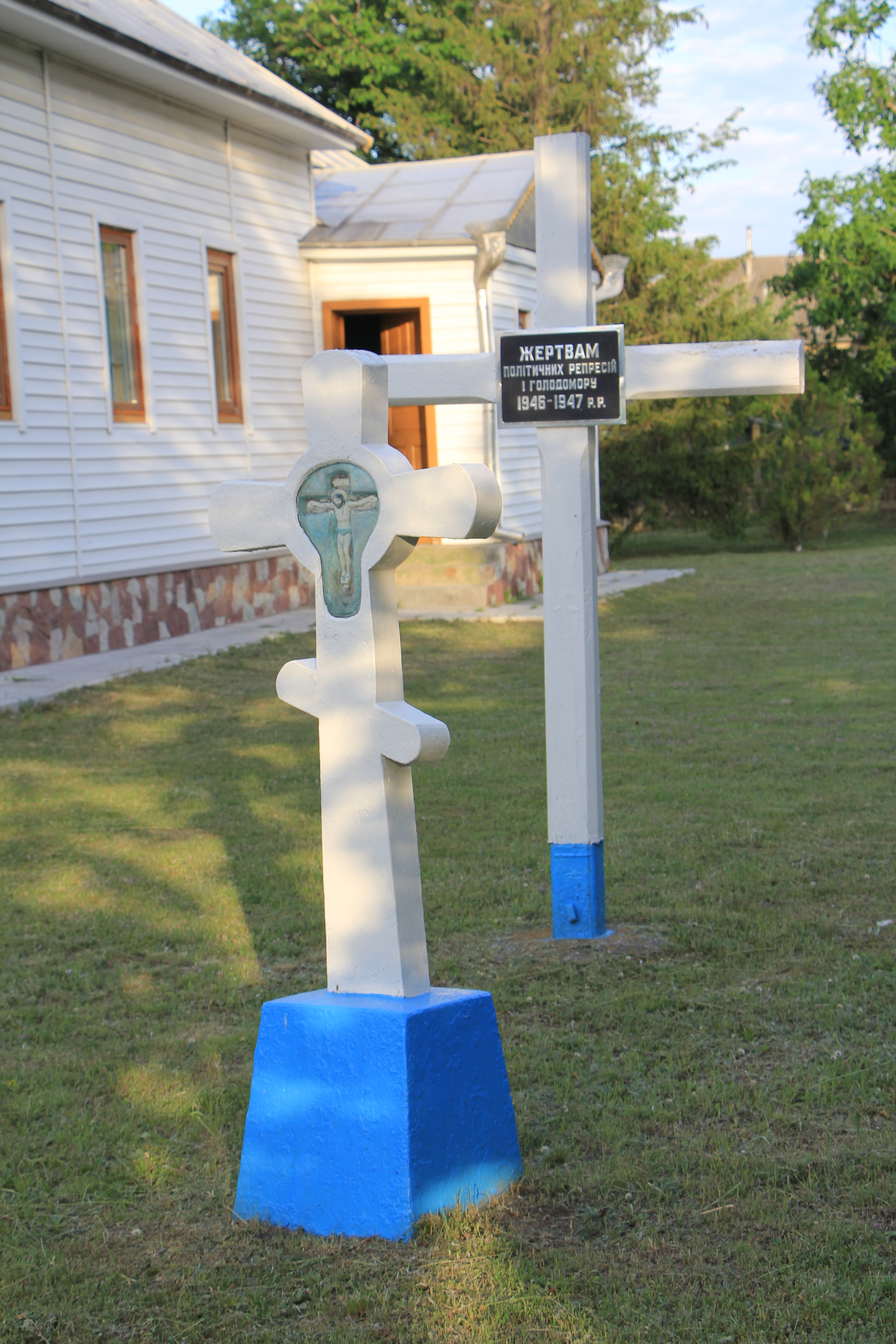
Церква Різдва Пр. Богородиці с. Вороновиця
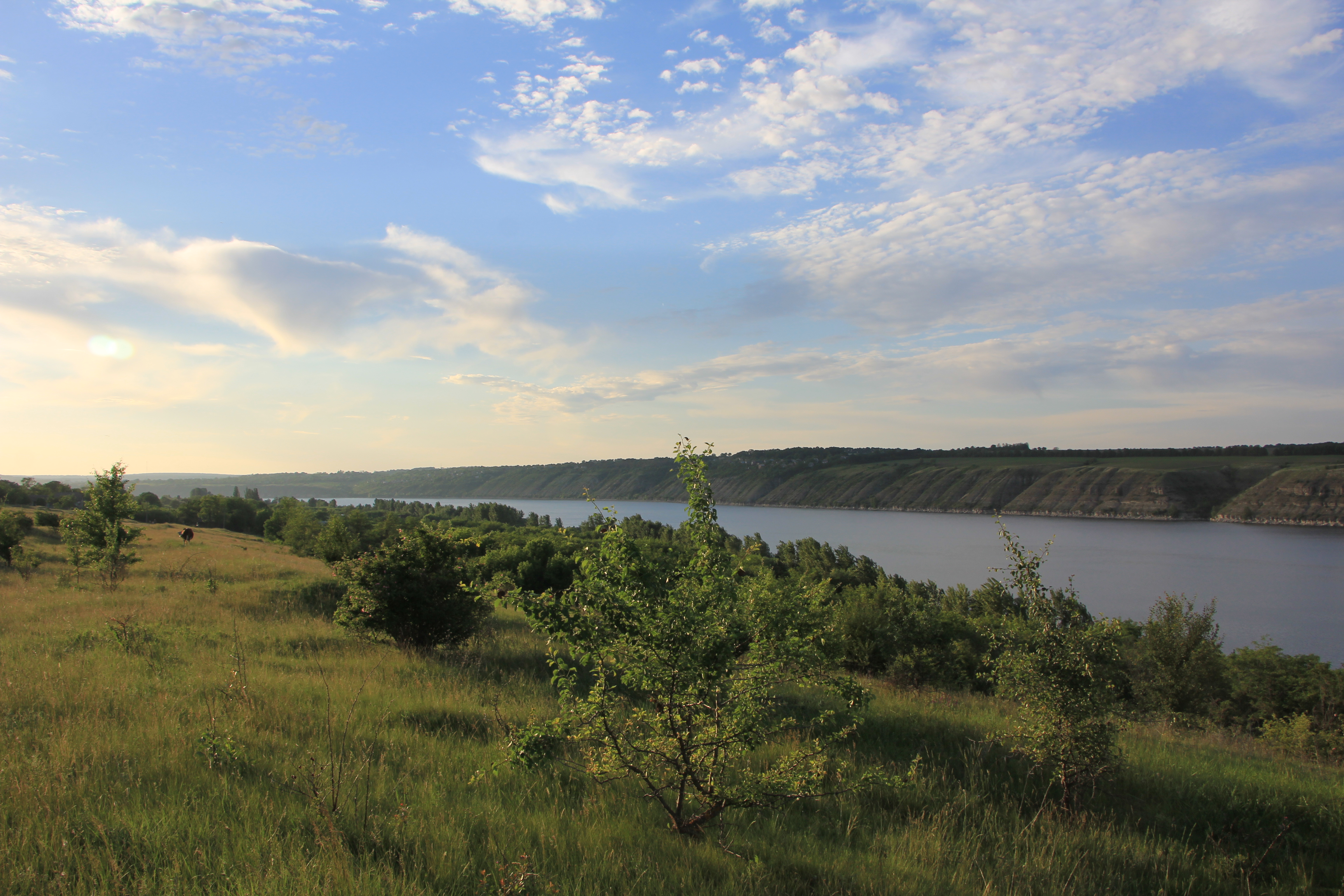
Річка Дністер біля села Вороновиця
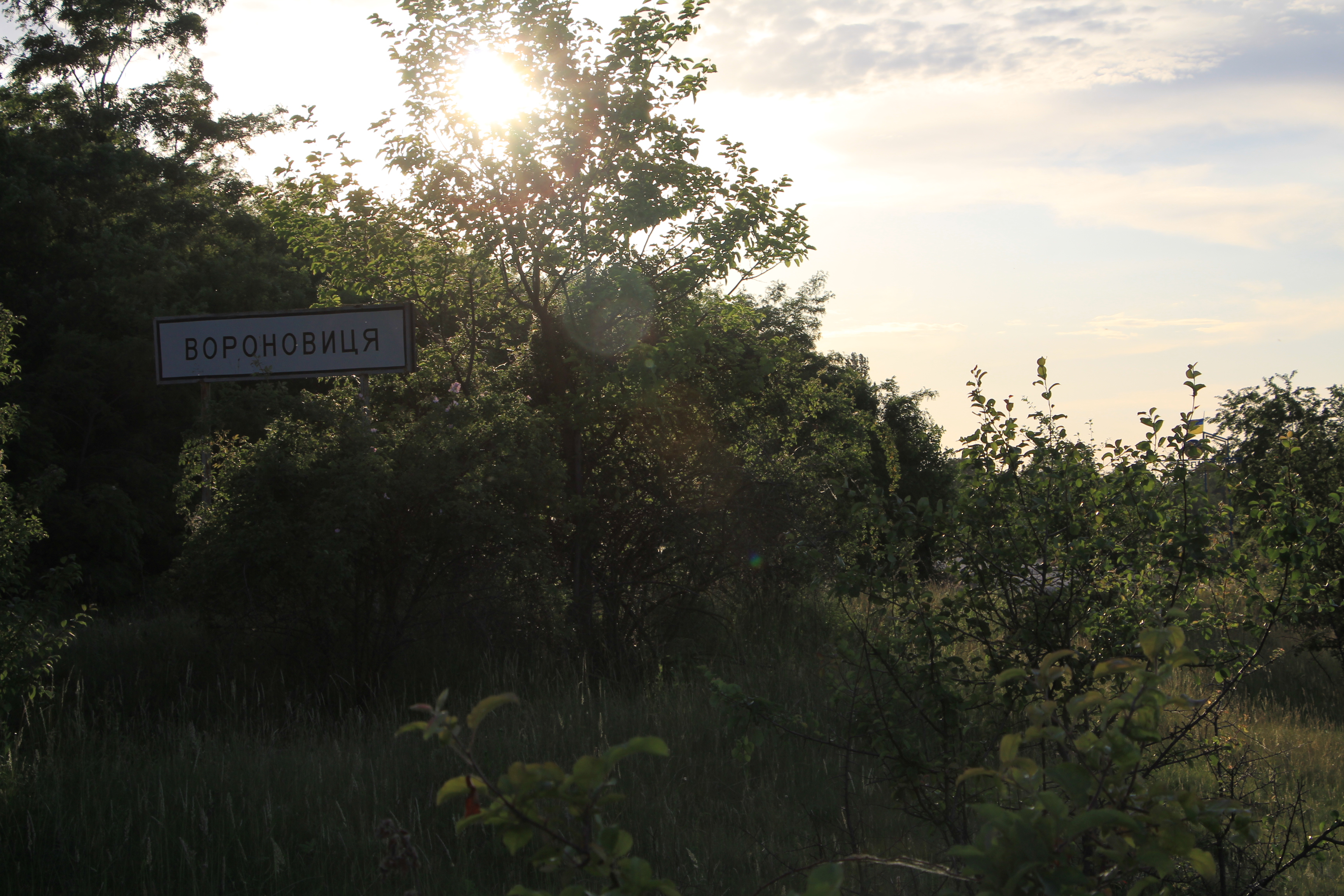
На в'їзді в село Вороновиця